# Stecklikrieg
De Stecklikrieg (of Stäcklikrieg) was een federalistische opstand tegen Helvetische Republiek in de late zomer en herfst van 1802. De naam komt van Stecken ("stokken" of "knuppels"), die de opstandige boeren als geïmproviseerde wapens vaak hanteerden bij gebrek aan beter.
In 1798 waren troepen van de revolutionaire Eerste Franse Republiek Zwitserland binnengevallen en hadden een einde gemaakt aan het Oude Eedgenootschap. De Helvetische Republiek werd een zusterrepubliek van Frankrijk naar het voorbeeld van de Bataafse Republiek, de Cisalpijnse Republiek en de Ligurische Republiek. In overeenstemming met de bepalingen van de Vrede van Lunéville (9 februari 1801) trokken de Franse troepen zich in de zomer van 1802 terug uit Zwitserland. Omdat het Franse leger de belangrijkste steunpilaar was geweest van de Helvetische Republiek, begon deze nu te wankelen. In allerlei plaatsen en streken werden pre-Helvetische instellingen hersteld en zowel bestuurders als aanhangers van de Helvetische Republiek verdreven. De opstand ontstond vooral in Centraal-Zwitserland, Zürich, Bern, Solothurn en Aargau. De federalistische rebellen konden na meerdere militaire confrontaties met de slecht uitgeruste en weinig gemotiveerde regeringstroepen (slag bij de Renggpas (bij de Pilatus) op 28 augustus 1802, beschietingen van Bern en Zürich half september 1802, slag bij Faoug op 3 oktober 1802) de Helvetische centrale macht omverwerpen, die zich na een militaire overgave op 18 september 1802 uit Bern naar Lausanne had teruggetrokken en alleen nog maar door de kantons Vaud en Fribourg werd gesteund. De kantonnale regeringen namen de macht in het land over, met een door Alois von Reding geleide Tagsatzung in Schwyz.

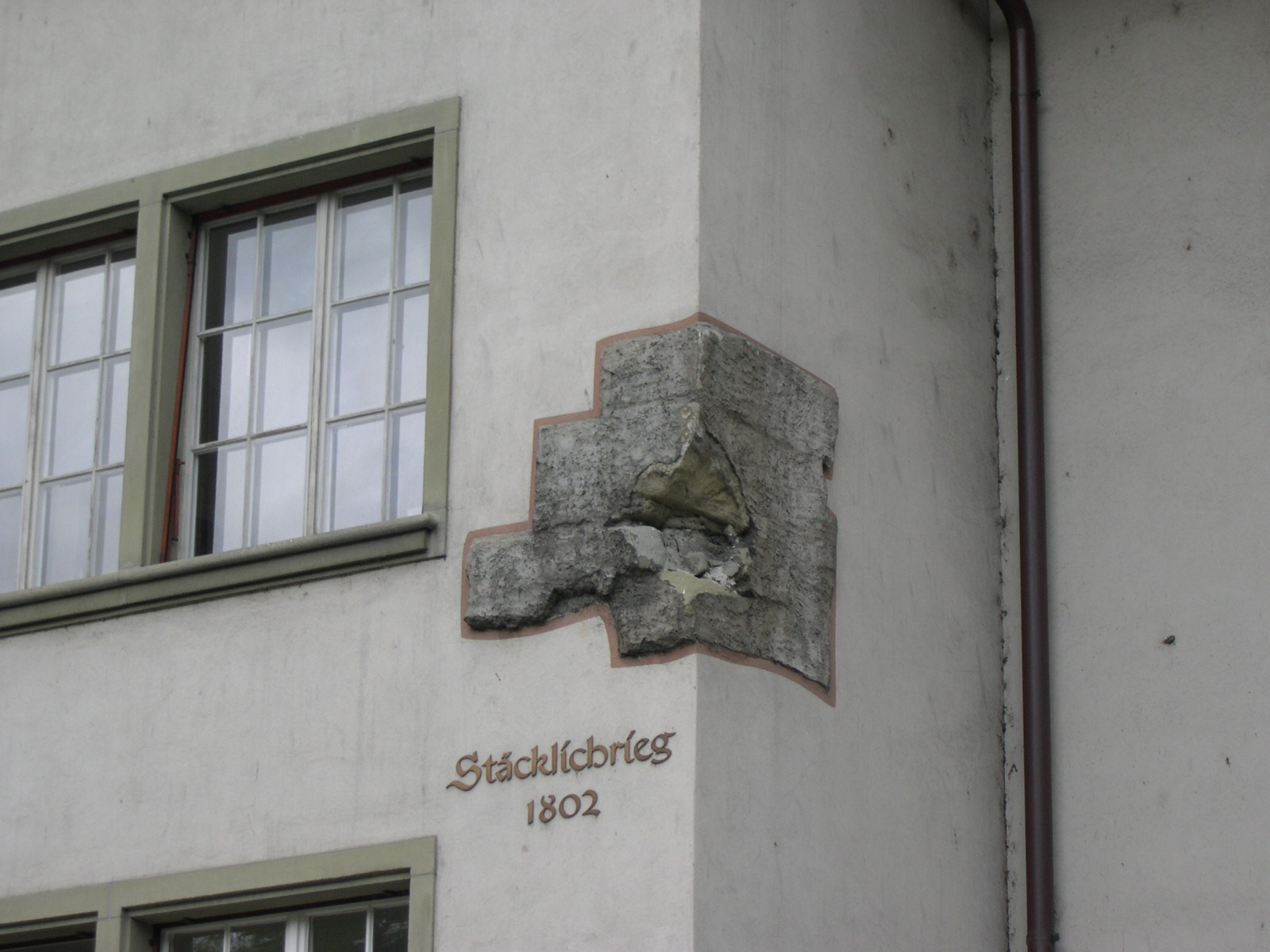
Bij het beleg van Bern door de rebellen trof een kanonskogel de hoek van een huis aan de Läuferplatz, dat in de jaren 1950 door nieuwbouw werd vervangen. Het muurstuk van het oude huis met het inslaggat werd er opnieuw ingemetseld met het bijschrift "Stäcklichrieg 1802".

De resultaten van de opstand leidde de Franse troepen ertoe om in oktober 1802 terug te keren, waarbij zij geen weerstand ondervonden. Napoleon Bonaparte meende dat de opstand gevaarlijk was voor de geldende politieke orde in Europa. In de door hem gedicteerde Mediationsakte van 1803 deed hij concessies aan de tegenstanders van de Helvetische Republiek en gaf de eenheidsstaat op ten gunste van een federaal gestructureerd Zwitserland. Omdat de Franse interventie een overtreding was van de bepalingen van de Vrede van Lunéville was, nam onder andere het Verenigd Koninkrijk dit als aanleiding om Frankrijk opnieuw de oorlog te verklaren (18 mei 1803).

## Literaire verwerking
William Wordsworths gedicht Thought of a Briton on the Subjugation of Switzerland en Friedrich von Schillers werk Wilhelm Tell (1804) werden rechtstreeks geïnspireerd door de Stecklikrieg.